# Lozer
Lozer ou Lozère est un village de la province belge de Flandre orientale et une section de Kruisem. Lozer était un hameau de la commune de Huysse-Lozer ou Huysse-Lozère (en néerlandais : Huise-Lozer) avec Huysse, mais lors de la fusion des communes en 1977, Huysse est devenue une section de Zingem et Lozer une section de Cruyshoutem. En 2019, Zingem et  Cruyshoutem ont fusionné en une seule commune nommée Kruisem.

## Histoire
Une des plus anciennes mentions de l'endroit date de 1185 et le lieu s'appelle « Losere ». En 1654, la famille della Faille acheta la seigneurie de Huysse. Depuis 1736, elles portent le nom de della Faille d'Huysse. La famille élargit le hameau et la nouvelle paroisse en construisant une église, un cimetière et un presbytère en 1844.

## Lieux d'intérêt
- L'église paroissiale dédiée à Notre-Dame du Perpétuel Secours a été construite en 1844. L'église contient un orgue plus ancien du XVIIIe siècle, probablement de Corneille Cacheux ou d'un autre facteur d'orgues franco-flamand qui travaillait dans le même style. L'église est protégée en tant que monument, tout comme le cimetière voisin et le presbytère. Près du cimetière se trouve une grande chapelle funéraire de la famille delle Faille d'Huysse datant de 1872.
- Le château della Faille, également connu sous le nom de château de Lozer, château d'Huysse ou château d'Huise. Le château était celui d'une ancienne seigneurie d'origine franque. Au XVIIe siècle, il passa aux mains de la famille della Faille. Le château a été adapté plusieurs fois au cours des siècles jusqu'à obtenir son apparence actuelle. Le château, son parc et sa cour sont également des monuments protégés.
- Lozer possède plusieurs anciennes fermes protégées.

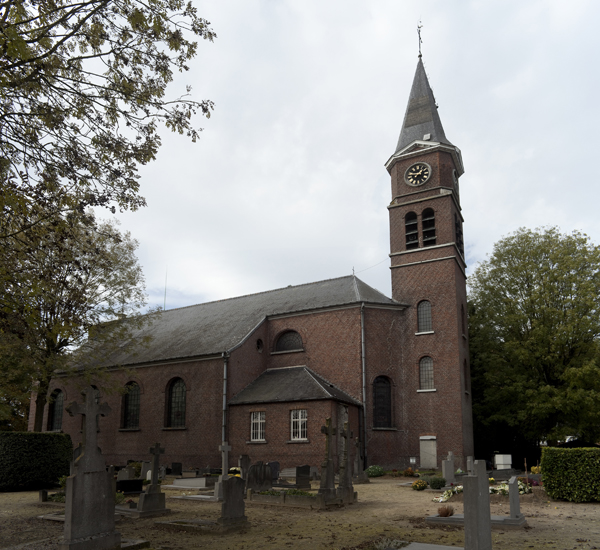
Église paroissiale dédiée à Notre-Dame du Perpétuel Secours
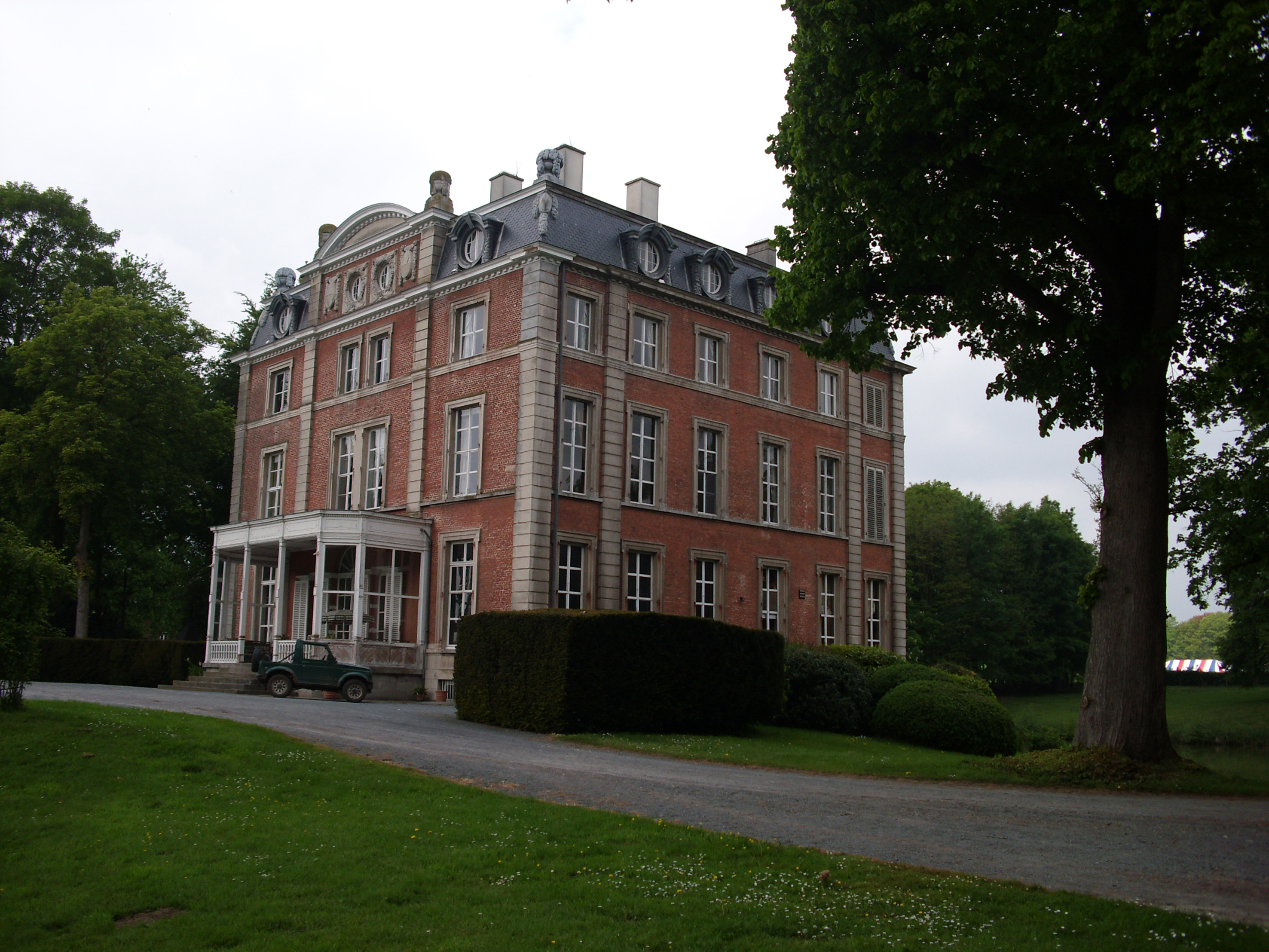
Château de Lozer
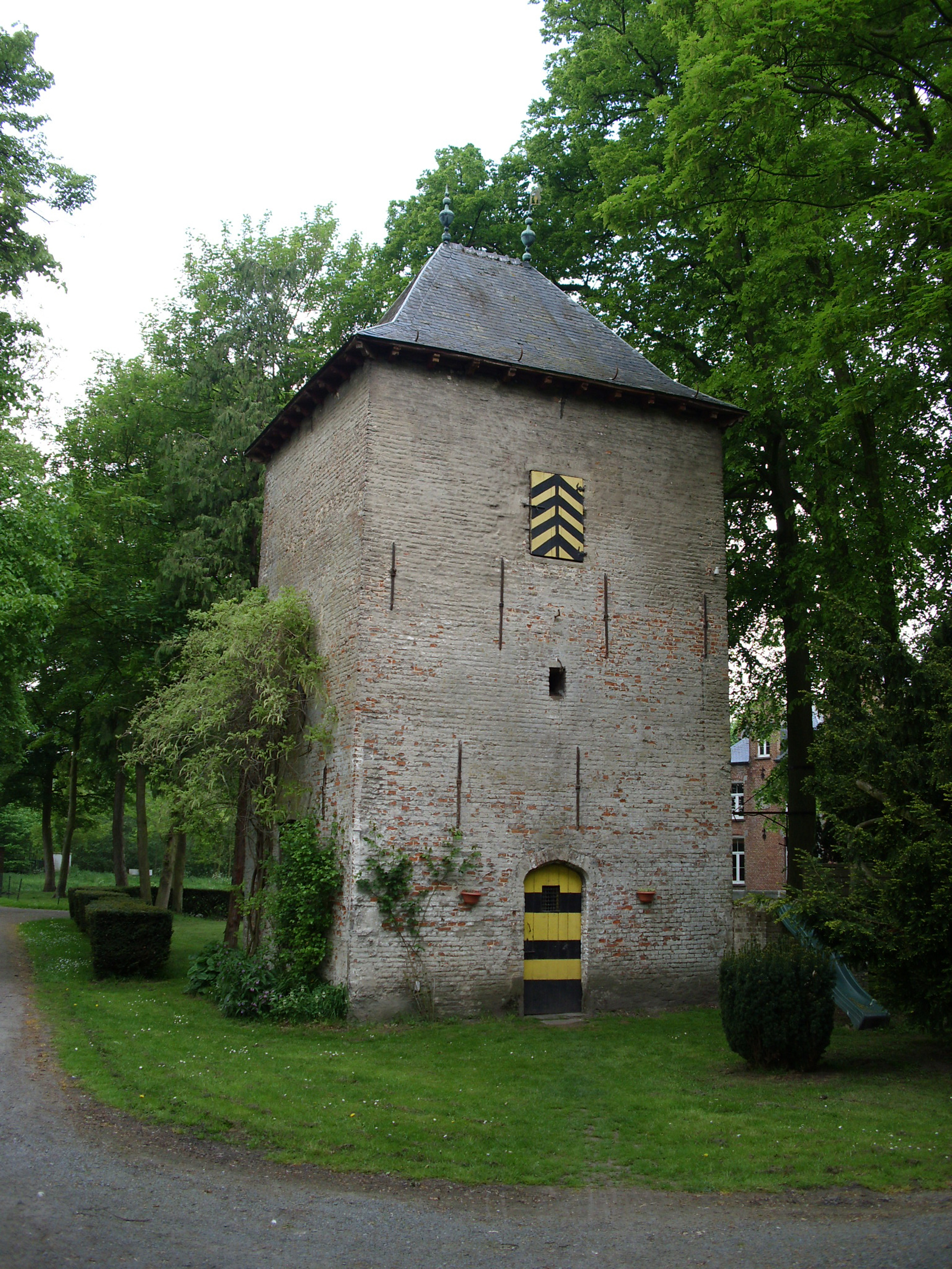
Tour de pigeon